# Jarda quadrada
A jarda quadrada é uma unidade inglesa de área de uma jarda de lado.

## Equivalências
1 jarda quadrada equivale a:
- 1.296 polegadas quadradas
- 9 pés quadrados
- 0,03305785123966942 rods quadrados
- 0,00082644628099172 roods
- 0,00020661157024793 acres
- 8.361,2736 cm² (83,612736 dm²).